# Chitron mniszechii
Chitron mniszechii là một loài bọ cánh cứng trong họ Cerambycidae.